# Giuseppe Imbò
Giuseppe Imbò (Procida, 6 dicembre 1899 – Napoli, 19 novembre 1980) è stato un geofisico, sismologo, vulcanologo meteorologo e professore universitario italiano, nonché socio dell'Accademia dei Lincei e Direttore dell'Osservatorio Vesuviano dal 1935 al 1970. È stato un pioniere nello studio del tremore vulcanico.

## Biografia
Iscrittosi all'Università Federico II di Napoli, si laureò in fisica sperimentale nel 1923 divenendo assistente presso l'Osservatorio Vesuviano. Nel 1925 si formò presso l'Osservatorio Geofisico di Catania, divenendone Direttore nel 1928 e rimanendovi fino al 1935. In questa sede collaborò con Antonio Carrelli. La struttura di Catania essendo ubicata in città, non permetteva lo studio dei fenomeni vulcanici sul posto, in quanto la cima dell'Etna posta a 3000 metri, all'epoca era difficilmente raggiungibile, per cui Imbò dovette far largo uso delle strumentazioni sismografiche.
Nel 1934 partecipò al concorso di vulcanologia per l'Università di Catania ed a quello di conservatore all'Osservatorio Vesuviano, vincendo quest'ultimo, per cui vi si trasferì nel 1935 assumendone la direzione contestualmente a quella dell'Istituto di Fisica terrestre. Nel 1936 ottenne la cattedra di fisica terrestre dell'Università di Napoli mantenendo l'incarico all'osservatorio fino al 1970 anno di collocamento a riposo. 
Nello studio del Vesuvio, Imbò oltre ad applicare il metodo sismico, ampiamente utilizzato sull'Etna, usò anche il metodo clinometrico e gravimetrico per circa un decennio, prevedendo l'imminente eruzione del 1944. Grazie all'impegno di Imbò e di Antonio Parascandola, tale effetto parossistico risulta quello meglio studiato e descritto dell'intera storia delle eruzioni vesuviane. 
Imbò fu anche socio dell'Accademia Gioenia di Catania, ordinario dell'Accademia di Scienze Fisiche e Matematiche e dell'Accademia Pontaniana di Napoli. 
Morì pochi giorni prima del terremoto dell'Irpinia del 1980.

## Memoria
Il 23 maggio 2015, all'interno di una delle sale dell'Osservatorio Vesuviano, gli è stato dedicato un busto in bronzo.

## Opere
I contributi scientifici di Giuseppe Imbò sono riportati in circa 180 pubblicazioni, comprese in un arco temporale che va dal 1924 al 1970, molti dei quali conservati presso la biblioteca del Museo vulcanologico dell'Osservatorio Vesuviano. Nel 1984 è stata pubblicata un'opera postuma.

### Libri
- Giuseppe Imbò, Il Vesuvio e la sua storia, caratteristiche, attività e danni, Napoli, Edizioni scientifiche italiane, 1984.

### Pubblicazioni
- Frane vesuviane. «Bull. Volc.», N. 2, Année 1924, p. 208.
- Nube vesuviana e polarizzazione atmosferica. «Ann. R. Oss. Ves.», Terza Serie Vol. I, Anno 1924.
- Spettri d'assorbimento e conducibilità elettrica delle soluzioni di cloruro di cobalto. «Boll. Soc. Naturalisti in Napoli», Vol. XXXVII (serie II, vol. XVII), Anno XXXIX, 1925.
- Attività sismica durante la fase parossimale del 30 novembre - 1 dicembre 1923. «Ann. R. Oss. Ves.», Terza Serie, Vol. II, Anno 1925.
- Pireliometro «ABBOT» a disco d'argento. «Boll. Soc. Naturalisti in Napoli», Vol. XXXVIII (serie II, Vol. XVIII) Anno XL, 1926.
- Studio termico di fumarole vesuviane. «Bull. Volc.», N. 11-12, I e II trimestre 1927.
- Nuovo metodo per rappresentare le variazioni dell’intensità della radiazione solare in funzione degli spessori atmosferici attraversati dai faggi. «Atti Acc. Gioenia Sc. Nat.» in Catania, Vol. XVI, 1928.
- Osservazioni e ricerche in relazione all'eruzione etnea 2-20 novembre 1928. «Bull. Volc.», N. 15 a 18, 1928.
- Sistemi eruttivi etnei. «Bull. Volc.», N. 15 a 18, 1928.
- Radiazione solare e vapore acqueo. «Boll. Soc. Nat. in Napoli», Vol. XLI, Anno XLIII, 1929. Alti, pp. 278-300.
- Il terremoto calabro del 7 marzo 1928. «Boll. Soc. Sism. Ital.», Vol. XXIX, fase. 1-2 (1929-30/VIII).
- Riassunto delle osservazioni meteorologiche e sismiche eseguite nel R. Osservatorio Geofisico di Catania durante il triennio 1928-1930. «Atti Acc. Gioenia Se. Nat.», in Catania, Ser. V, Vol. XVIII1
- Riassunto delle osservazioni meteoriche eseguite nel R. Osservatorio Geofisico di Catania durante l'anno 1928. Da Catania « Rivista del Comune », anno 1, N. 2, marzoaprile 1929.
- Agitazione del mare e microsismica a Catania. «Boll. Soc. Sism. Ital.», Vol. XXIX, fase. 5 (1929-1930).
- Dati sismici relativi alla fase esplosiva dello Stromboli del settembre 1930. «Bull. Volc.», N. 15 a 18, 1929, «Boll. Soc. Sism. Ital.», Vol. XXIX fase. 6 ed ultimo (1929-30).
- Terremoti della regione orientale etnea. «Bull. Volc.», N. 15 a 18, 1928. «Memorie della Classe di Scienze della R. Accademia degli Zelanti di Acireale», 4 serie, Vol. III.
- Riassunto delle Osservazioni meteorologiche e sismiche eseguite nel R. Osservatorio Geofisico di Catania durante l'anno 1931. «Atti Acc. Gioenia di Sc. Nat.», in Catania, serie V, Vol. XIX.
- Fumarole vulcaniche a vapore acqueo. «Boll. Com. Naz. Ital. per la Geodesia e la Geofisica», serie II, Anno II, N. 6, giugno 1932/X.
- Parossismo di Stromboli nel settembre 1930. «Bull. Volc.», N. 15 a 18, 1928.
- Variazioni cicliche nella successione dei periodi di riposo etnei. «Bull. Volc.», N. 15 a 18, 1928.
- Ricerche preliminari sulla distribuzione delle formazioni geologiche nel basamento etneo. «Atti Acc. Gioenia di Sc. Nat.», in Catania, Serie V, Vol. XIX.
- Sismogrammi di esplosioni vesuviane. «Bull. Volc.», VII Année, N. 23 a 26, 1930.
- L'attività eruttiva e sismica dell’Etna dal novembre 1928 a tutto il 1933. «Annali R. Oss. Ves.», Serie IV per cura di A. Malladra. Vol. II per gli anni 1929-1930.
- Velocità dei nuclei gassosi esplosivi vesuviani. «Bull. Volc.», VII anno, N. 23 a 26. 1930.
- Vapore acqueo nelle esalazioni fumaroliche. «Bull. Volc.», VII anno, N. 23 a 26, 1930.
- Riassunto delle osservazioni meteorologiche e sismiche eseguite nel R. Osservatorio Geofisico di Catania durante l’anno 1932. «Atti Acc. Gioenia Se. Nat.», in Catania, Serie V, Vol. XX.
- I terremoti etnei. «R. Acc. Naz. Lincei». Pubblicazioni della Commissione Italiana per lo studio delle grandi calamità. Vol. V, parte Iª.
- Riassunto delle Osservazioni meteorologiche e sismiche eseguite nel R. Osservatorio Geofisico di Catania durante l’anno 1933. «Atti Acc. Gioenia Se. Nat.», in Catania, Serie V, Vol. XX.
- Linee isosismiche in zone vulcaniche con particolare riguardo all’Etna. Da «Memorie della R. Acc. di Sc. Lettere ed Arti degli Zelanti di Acireale», Serie IV, Vol. III, classe Scienze.
- Ancora sul periodo dell’agitazione microsismica in correlazione al moto ondoso. «Atti Soc. Ital. per il progresso delle Scienze», Riunione XXIII, Napoli, Vol. II
- Viscosità del magma. «Atti Soc. Ital. per il progresso delle Scienze». Riunione XXIII, Napoli, Vol. II.
- Agitazione armonica vesuviana. «Annali R. Oss. Ves.», Serie IV per cura di A. Malladra, Vol. Ili per gli anni 1931-1932-1933.
- Sulle osservazioni termiche di fumarole nell’isola di Vulcano. «Annali R. Oss. Ves.», Serie IV per cura di A. Malladra, Vol. Ili per gli anni 1931-1932-1933.
- Considerazioni sull’attività dello Stromboli successiva al parossismo del settembre 1930. «Annali R. Oss. Ves.», Serie IV per cura di A. Malladra. Vol. III per gli anni 1931-1932-1933.
- Assorbimento della radiazione solare da parte del vapore acqueo. «Boll. Soc. Nat. in Napoli», Vol. XLVIII, 1936.
- Studio preliminare sul raffreddamento delle attuali lave vesuviane. «Bull. Volc.», Anno VIII, N. 27 a 30, 1931.
- Densità ioniche all’Osservatorio e nel fondo del cratere vesuviano. «Bull. Volc.», Anno VIII, N. 27 a 30, 1931.
- Misure della radioattività di alcune acque dell’isola d’Ischia. «La Ricerca Scientifica» Anno X, N. 6 (giugno 1939/XVII).
- Saggio radiometrico in Lacco Ameno (Isola d’Ischia). «La Ricerca Scientifica», Anno X, N. 10 (ottobre 1939/XVII).
- Misure di ionizzazione dell’aria a Lacco Ameno (Isola d’Ischia). «La Ricerca Scientifica», Anno X, N. 7-8, (luglio-agosto 1939/XVII).
- Ulteriori misure di radioattività delle acque di Lacco Ameno e di Cetara. «La Ricerca Scientifica», Anno X, N. 11 (novembre 1939/XVIII).
- Variazioni nell’inclinazione del suolo dall’Osservatorio Vesuviano connesse con l’attività del vulcano. «Boll. Soc. Sism. Ital.», Vol. XXXVI, fase. 5-6, (1938/XVII).
- Oscillazioni dell’edificio vesuviano concomitanti colle recrudescenze eruttive del vulcano. «Rendiconti della R. Acc. Naz. dei Lincei», Classe di Sc. fisiche matematiche e naturali. Vol. XXIX, Serie VI, I sem., fase. 8, Roma, aprile 1939/XVII.
- Brevi notizie sull’attività del Vesuvio durante il biennio 1935-36. «Boll. Soc. Sism. Ital.», Vol. XXXV, N. 5-6 del 1937/XVI
- Attività del Vesuvio dal 31 marzo 1937 al 16 luglio 1938. «Boll. Soc. Sism. Ital.», Vol. XXXVI, fase. 3-4 (1938/XVII).
- Genesi e vita dei vulcani. «Sapere», N. 108, Anno 1938.
- Ricerche geofisiche alle grotte di Pertosa. «Rendiconto R. Acc. Sc. fisiche e matematiche della Soc. Reale di Napoli», Serie IV, Vol. X, 1939-40/XVIII.
- Azione del vapore d*acqua nell’assorbimento della radiazione solare. «Atti della R. Acc. delle Scienze fisiche e matematiche di Napoli», Vol. I, Serie III, N. 9, 1939.
- Ricerche sulla misura della mobilità dei piccoli ioni atmosferici mediante l’apparecchio Ebert-Mache. «Rendiconto R. Acc. Sc. fisiche e matematiche della Società Reale di Napoli», Serie IV, Vol. X, 1939-40/XVIII.
- Notizie vulcanologiche - Vesuvio. «Boll. Soc. Sism. Ital.», Vol. XXXVI, N. 3-4, (1939).
- P. Alfani, sismologo. «Firenze» Rassegna mensile del Comune, Anno X, maggio 1941/XIX.
- Il parossismo vesuviano del marzo 1944. «Rend. R. Acc. Sc. fisiche e matematiche Soc. Reale Napoli», Serie IV, Vol. XIII, 1942-45.
- Azione dell'attività eruttiva ed in particolare del parossismo del marzo 1944 sulle variazioni di forma del Cono Vesuviano. «Bull. Soc. Nat. Napoli», Vol. LV, 1944, (1946).
- Considerazioni ed osservazioni comprovanti che l’eruzione dal 1944 fu terminale. «Boll. Soc. Nat. in Napoli», Vol. LVI, 1947.
- Considerazioni a proposito delle recenti eruzioni etnee. «Boll. Soc. Nat. in Napoli», Vol. LVI, 1947.
- Lezioni di Fisica terrestre - Corso 1946-1947. «Sismologia», 1947 (ciclostilata).
- Conduttività termica approssimata per lave fluenti vesuviane. «Rend. Acc. Sc. fisiche e matematiche Soc. Scienze, Lettere e Arti» (già Società Reale di Napoli). Serie IV, Vol. XV, 1948.
- A proposito di un'analisi termica relativa a lava etnea del 1947. «Rend. Acc. Sc. fisiche e matematiche Soc. Scienze, Lettere e Arti» (già Società Reale di Napoli). Serie IV, Vol. XV, 1948.
- Vulcanologia. «II Appendice dell’Enciclopedia Treccani», 1948.
- Etna. «II Appendice dell’Enciclopedia Treccani», 1948.
- Vesuvio. Da: «II Appendice dell’Enciclopedia Treccani», 1948.
- Il Vesuvio nelle sue recenti manifestazioni. «Scuola Nostra», Anno III, N. 13-14, 1 maggio 1948. Rivista quindicinale della scuola elementare del Mezzogiorno.
- Osservazioni condotte al Vesuvio nell'anno corrente (1948). «Boll. Soc. Nat. in Napoli», Vol. LVII, 1948.
- Le recenti manifestazioni eruttive vesuviane. «Bull. Volc.» Serie II. Tomo V III, 1949.
- Carattere fondamentale nell'andamento delle variazioni annue nell'inclinazione del suolo all'Osservatorio Vesuviano. «Bull. Volc.», Serie II, Tomo, V ili, 1949.
- Importanza delle determinazioni delle temperature d'irrigidimento delle lave. «Bull. Volc.» Serie II, Tomo V ili, 1949.
- Una discesa nel cratere del Vesuvio. Dalla rivista «Le vie d’Italia», N. 10, ottobre 1949.
- Considerazioni sulla presente attività del Vesuvio. «Bull. Volc.», Serie II, Tomo V III, 1949.
- Osservazioni altimetriche e termiche in relazione alla discesa sul fondo craterico vesuviano del 13 giugno. «Boll. Soc. Nat. in Napoli», Voi. LVIII, 1949.
- Manifestazioni effusive subterminali della primavera del 1942 e fenomeni termici attuali interessanti la medesima zona del versante meridionale vesuviano. «Rend. Acc. Sc. Fis. e Mat. della Soc. Naz. Scienze, Lettere e Arti in Napoli», Serie IV, Vol. XVII, 1950.
- Prefazione al volume unico della V Serie degli «Annali dell’Osservatorio Vesuviano», 1950.
- L'Osservatorio Vesuviano e la sua attività nel primo secolo di vita. «Ann. Oss. Ves.», Serie V, volume unico.
- L'Osservatorio Vesuviano e le sue vicende durante il periodo bellico (1940-1945). «Ann. Oss. Ves.», Serie V, volume unico.
- Alessandro Malladra. «Ann. Oss. Ves.», Serie V, volume unico.
- Tempi di percorso per moti sismici nella regione flegreo-vesuviana. «Ann. Oss. Ves.». Serie V, volume unico.
- Successione a spessori delle formazioni geologiche nel basamento del Somma-Vesuvio, «Annali Oss. Ves.», Serie V. volume unico.
- L'attività eruttiva vesuviana e relative osservazioni nel corso dell'intervallo inter eruttivo 1906-1944 ed in particolare del parossismo del marzo 1944. I Parte «Ann. Oss. Ves.», Serie V, volume unico.
- (con L. Casertano): Relazioni su osservazioni effettuate in occasione di una nuova discesa sul fondo del cratere vesuviano. «Boll. Soc. Nat. in Napoli», Vol. LIX, 1950.
- L'Etna nella sua attuale eruzione. «Scuola Nostra», Anno VI, N. 10, 25 febbraio 1951.
- Temperature d'irrigidimento di attuali lave etnee. «Rend. Acc. Sc. e Lett. Napoli», Serie IV, Vol. XVIII, 1951.
- (con L. Casertano): Distribuzione statistica delle particelle α raccolte su una lastra fotografica in funzione della proiezione del percorso nell'emulsione. «Annali di geofisica», III, 1950.
- Condizioni elastiche del mantello del Gran Cono Vesuviano. «Bull. Volc.», Serie II, Tomo XII, 1952.
- (con L. Casertano): Deduzione delle concentrazioni di Uranio e Torio nelle sostanze radioattive con il metodo fotografico. «Annali di geofisica», Vol. V, N. 1, 1952.
- (con L. Casertano): Profondità ipocentrali e coefficienti di assorbimento per zone etnee. Geofisica pura e applicata», 22°, 1952.
- Giovan Battista Rizzo. «Rend. Acc. Sc. Fis. e Mat. Napoli». Serie XIX, Vol. IV, 1952.
- Caratteristiche eruttive dello Stromboli. «Stromboli» a cura dell’A. I. V., 1952.
- (con L. Casertano): Analisi radioattiva delle rocce col metodo fotografico. «Annali di geofisica», Vol. VI, N. 3, 1953.
- (con F. S. Gaeta): Considerazioni sui metodi di Holmes e di Jelfreys per la determinazione dell'età della crosta terrestre. «Annali di geofisica», Vol. VI, 1953.
- Il dinamico riposo del Vesuvio. «Nuova Antologia», ottobre 1953.
- Melloni, meteorologo. «Rapporto annuale dell’Oss. Met. dell’Univ. di Parma», XXVI-XXVII, 1954.
- Melloni, meteorologo. «Nuovo Cimento», N. 3, Supp. Vol. II, p. 510-515, Serie X, 1955.
- L’attività meteorologica del Melloni. «Ann. Oss. Ves.», Serie VI, Vol. II, 1957.
- Prefazione al Vol. I della V I serie degli Annali dell'Osservatorio Vesuviano. 1952.
- Sismicità del parossismo vesuviano del marzo 1944. «Ann. Oss. Ves.», Serie VI, Vol. I, 1954.
- Energie eruttive originarie nel corso del parossismo vesuviano del marzo 1944. «Ann. Oss. Ves.», Serie VI, Vol. I, 1954.
- Oscillazioni della colonna magmatica rilevate da osservazioni alla statoscopia. «Ann. Oss. Ves.», Serie VI, Vol. I, 1954.
- Considerazioni sulle temperature d'irrigidimento dei prodotti eruttivi vesuviani del marzo 1944. «Geof. e Meteor.», Voi. III, N. 3, 1955.
- Studio radiometrico del Gran Cono Vesuviano. «Atti I Convegno di Geologia Nucleare del 4 aprile 1955», Comitato per le Ricerche Nucleari. Roma.
- (con P. Vittozzi): Il potenziale di saturazione nelle camere di ionizzazione. «Geof. pura e applicata», Vol. XXX, 1955.
- (con P. Vittozzi): Il potenziale di saturazione nelle camere di ionizzazione. «Atti XLV Riun. Soc. Ital. per il Progresso delle Scienze», 1956.
- (con P. Vittozzi): Il potenziale di saturazione nelle camere di ionizzazione. «Ann. Oss. Ves.», Serie VI, Vol. II, 1957.
- Radioattività delle acque termali di Ischia. «Atti XLV Riunione Soc. Ital. Progresso delle Scienze», Napoli, 1954.
- Radioattività delle acque termali di Ischia. «Ann. Oss. Ves.», Serie VI, Voi. Il, 1957.
- Aspetti della vita scientifica-politica di Macedonio Melloni. Nel I centenario della morte. «Atti Acc. Pontaniana», Nuova serie, Vol. V, 1956.
- Aspetti della vita scientifico-politica di Macedonio Melloni. Nel I centenario della morte. «Ann. Oss. Ves.», Serie VI, Vol. II, 1957.
- La pioggia e l’approvvigionamento idrico di Procida. «L’ora di Procida», Anno II, N. 11, 1956.
- Francesco Stella Starrabba. «Bull. Volc.», Serie II, Tomo XVI, 1955.
- Francesco Stella Starrabba. «Ann. Oss. Ves.», Serie VI, Vol. II, 1957.
- Energies éruptives pendant le paroxysme du Vésuve du mars 1944. «Bill. Volc.», Serie II, Tomo XVI, 1955.
- Oscillations de la colonne magmatique révélées grace aux observations au statoscope. «Bull. Volc.», Serie II, Tomo XVI, 1955.
- Considérations rélévées de Vétude séismique du dernier paroxysme vésuvien. «Bull. Volc.», Serie II, Tomo XVI, 1955.
- Prefazione. «Ann. Oss. Ves.» Serie VI, Vol. II, 1957.
- Sul dinamico riposo del Vesuvio. «Ann. Oss. Ves.», Serie VI, Vol. II, 1957.
- Modificazioni del metodo di calcolo nelle indagini sulla radioattività delle rocce mediante il metodo fotografico. «Ann. Oss. Ves.», Serie VI, Vol. II, 1957.
- Temperatura d’irrigidimento dei prodotti eruttivi emessi nel parossismo vesuviano del 1944. «Ann. Oss. Ves.», Serie VI, Vol. II, 1957.
- Fenomeni endogeni in Italia. «L’Italia Fisica» Vol. I della Collana «Conosci l’Italia», Touring Club Italiano, Milano 1957.
- Sul metodo fotografico per lo studio della radioattività delle rocce. «Annali di Geof.», Vol. IX, N. 3, 1956.
- Tensione magmatica. «Ann. Oss. Ves.», Serie VI, Vol. II, 1957.
- (Con P. Vittozzi): Su due distinti periodi sismici dell’Abruzzo meridionale «Boll. Soc. Nat. in Napoli», Vol. LXV, 1957.
- Antonio Lo Surdo. «Rend. Acc. Lincei», Appendice 1957.
- Azione delle maree della crosta sui fenomeni eruttivi. «Comunications de l’Observatoire Royal de Belgique» N. 142, Série Geophysique N. 47, Bruxelles 1958.
- Temperature di irrigidimento e viscosità magmatica «Ann. Oss. Ves.», Vol. III, Serie VI.
- Temperature di irrigidimento e viscosità magmatica «Ass. Geof. Ital.», Atti vol. VII Convegno annuale 1958.
- Assorbimento del vapore acqueo e fattori medi di intorbidimento per Napoli dedotti da misure di radiazione solare totale. «Atti A.G.I.», Roma, febbraio 1959.
- Oscillazioni a periodo semidiurno lunare nell’attività eruttiva vesuviana. «Atti A.G.I.», Roma, febbraio 1959.
- Lunar periodic oscillation in vesuvian eruptive activity «Journal of the International Lunar Society», Vol. II, N. 3, 1963.
- Considerazioni sui fenomeni sismici e vulcanici «Ann. Oss. Ves.», Serie VI, Vol. III, 1959.
- Oscillazioni a periodo di 1h, 5 nell’andamento dell’attività parossistica vesuviana del marzo 1944. «Atti A.G.I.», Roma, novembre 1959.
- (Con L. Casertano e V. Bonasia): Documenti inediti sull’attività vesuviana tra il 1903 ed il 1906. «Ann. Oss. Ves.», Serie VI, Vol. III, 1959.
- Notizie biografiche su Mons. Luigi d’Aquino. «Asprenas», Anno VI, N. 3, 1959.
- Quelques considérations sur la tension magmatique et sur la température d’irrigidimento. «Bull. Volc.», Serie II, Tome XXII, 1959.
- L’attività scientifica di Mons. Luigi d’Aquino cultore di scienze fisiche. «Asprenas», Anno VII, N. 3, 1960.
- Quelques phénomènes accompagnant les phases préliminaires de manifestations éruptives du Vésuve et les relatives possibilités de prévisions. «Bull. Volc.», Serie II, Tome XXIII, 1960.
- (Con A. Maino e A. Lo Bascio): Valori medi degli elementi meteorologici per l’Osservatorio Vesuviano e per l’Istituto di Fisica Terrestre dell’Università di Napoli. «Ann. Oss. Ves.», Serie VI, Vol. III, 1960.
- Coefficienti di viscosità del magma vesuviano e sue variazioni nel periodo stanco. «Acc. Naz. Lincei», Serie V ili, fase. 5, Vol. XXIX, novembre 1960. (Rendiconti della classe di Scienze fisiche, matematiche e Naturali).
- Appunti dalle lezioni di Vulcanologia. «Edizioni O.R.U.N.», Napoli, 1961.
- Francesco Signore. Commemorazione «Ann. Oss. Ves.», Serie VI, Vol. IV, 1961.
- Francesco Signore. Commemorazione. «Boll. Soc. Nat. in Napoli», Vol. LXIX, 1960.
- Considerations sur les observations d'ozone éffectués à Naples pendant les ans 1958-1959. Symposium on atmospheric ozone; Commission for Atmospheric ozone of the Int. Ass. of Meteor., and atmospheric physic. Arosa 6-11, august 1961.
- Considerations sur les observations d'ozone éffectués à Naples pendant les ans 1958-1959. «Rivista di Meteor. Aeronautica», Anno 22, N. 3, 1962 (a cura del Min. Dif. Aeronautica).
- Appunti dalle lezioni di Fisica Terrestre. I Edizione O.R.U.N. 1960. II Edizione Liguori, Napoli, 1962.
- Appunti dalle lezioni di radiazione solare. C.E.N.F.A.M.-D. P. N. 3, Roma, 1962.
- Some considerations about the magmatic viscosity-observations concerning the volcanoes: Mihara, Taruna, Syowa. «Ann. Oss. Ves.», Serie VI, Vol. IV, 1962.
- Some considerations about the coefficients of viscosity of the Vesuvian magma. «Ann. Oss. Ves.», Serie VI, Vol. IV, 1962.
- (Con V. Bonasia): Volume dei prodotti emessi dal Vesuvio durante il parossismo del marzo 1944, dedotto in base a metodo sismico. «Atti della A.G.I.», Roma, novembre 1962.
- (Con V. Bonasia e A. Lo Bascio): Primi risultati delle osservazioni della marea gravimetrica all'Osservatorio Vesuviano. «Atti della A.G.I.», Roma, novembre 1963.
- (Con B. Bonasia e A. Lo Bascio): Marea gravimetrica all'Osservatorio Vesuviano. «Ann. Oss. Ves.», Serie 6, Vol. V, 1964.
- Recenti manifestazioni dell'attività vesuviana. «Atti Acc. Pontificia», Nuova serie, vol. 13, 1964.
- Appunti sulla fisica dell'aria, dell'acqua, del suolo. Ed. Liguori, Napoli, 1964.
- (Con P. Vittozzi e P. Gasparini): Possibilità di datazione delle lave vesuviane mediante la radioattività «Atti Acc. Pontificia», Nuova serie, vol. XIV, 1965.
- (Con L. Casertano e V. Bonasia): Considerazioni sismogravimetriche sulle manifestazioni vesuviane del marzo 1944. «Annali Oss. Ves.», Serie 6, Vol. VI, 1964.
- (Con L. Casertano e V. Bonasia): Attività vesuviana negli ultimi anni dell'attuale periodo di riposo. «Annali Oss. Ves.», Serie VI, Vol. VI, 1964.
- Catalogue of the active volcanoes including solfadare fields, XVIII Italy. Int. Ass. Volcanology, Roma, 1965.
- Alcune considerazioni sullo stato dei vulcani attivi italiani. «XII Congresso dell’Assoc. Geofisica Ital.», Napoli 1967.
- Contributi della fenomenologia sismica alle indagini sulla dinamica del vulcanismo. «XVIII Congresso dell’Assoc. Geofisica Ital.», Napoli 1968.
- (Con G. Napoleone e E. Pinna): Contributo al rilevamento magnetico nazionale. «Boll. Soc. Natur. in Napoli», Vol. LXX, 1970.
- Precisazioni impostemi da alcune ripeture, ma inesatte (!) affermazioni sul fenomeno bradisismico flegreo e sulle sue eventuali conseguenze. «Atti Acc. Pontaniana», 1973.
- Investigations regarding the crustal base of Somma/Vesuvius and the magmatic characteristics of the volcano, together with eartquakes between eruptions, particularly those of the 4th September 1968 and the 5th February 63 A.D. «Atti Acc. Sc. Fis. e Mat. di Napoli», Serie IV, Vol. XLI, 1974.
- Sismic prediction at Pozzuoli. - Lettera a «Nature». «Nature», vol. 277 - 15 febbr. 1979.
- Ancora sulla crisi bradisismica puteolana del 1970. «Atti Acc. Pontaniana», Nuova serie, Vol. XXIX, 1980